# Olympische Jugend-Sommerspiele 2010
| Medaillenspiegel (201 Entscheidungen) | Medaillenspiegel (201 Entscheidungen) | Medaillenspiegel (201 Entscheidungen) | Medaillenspiegel (201 Entscheidungen) | Medaillenspiegel (201 Entscheidungen) | Medaillenspiegel (201 Entscheidungen) |
| Platz                                 | Land                                  | Gold                                  | Silber                                | Bronze                                | Gesamt                                |
| ------------------------------------- | ------------------------------------- | ------------------------------------- | ------------------------------------- | ------------------------------------- | ------------------------------------- |
| 01                                    | China                                 | 30                                    | 16                                    | 5                                     | 51                                    |
| 02                                    | Russland                              | 18                                    | 14                                    | 1                                     | 33                                    |
| 03                                    | Südkorea                              | 11                                    | 4                                     | 4                                     | 19                                    |
| 04                                    | Ukraine                               | 9                                     | 9                                     | 15                                    | 33                                    |
| 05                                    | Gemischte Mannschaft                  | 9                                     | 8                                     | 11                                    | 28                                    |
| 06                                    | Kuba                                  | 9                                     | 3                                     | 2                                     | 14                                    |
| 07                                    | Australien                            | 8                                     | 13                                    | 8                                     | 29                                    |
| 08                                    | Japan                                 | 8                                     | 5                                     | 3                                     | 16                                    |
| 09                                    | Ungarn                                | 6                                     | 4                                     | 5                                     | 15                                    |
| 10                                    | Frankreich                            | 6                                     | 2                                     | 7                                     | 15                                    |
| …                                     | …                                     | …                                     | …                                     | …                                     | …                                     |
| 13                                    | Deutschland                           | 4                                     | 9                                     | 9                                     | 22                                    |
| …                                     | …                                     | …                                     | …                                     | …                                     | …                                     |
| 47                                    | Österreich                            | 1                                     | —                                     | 3                                     | 4                                     |
| …                                     | …                                     | …                                     | …                                     | …                                     | …                                     |
| 70                                    | Schweiz                               | —                                     | 1                                     | 2                                     | 3                                     |
| Vollständiger Medaillenspiegel        |                                       |                                       |                                       |                                       |                                       |

Die I. Olympischen Jugend-Sommerspiele fanden vom 14. bis 26. August 2010 in Singapur statt. Die erstmals ausgetragene Veranstaltung sollte Jugendliche für die olympischen Sportarten begeistern. 3522 Jugendliche im Alter von 14 bis 18 Jahren aus 205 Nationen traten in 201 Wettbewerben in 26 Sportarten an.

## Bewerberstädte
Nach dem Beschluss der Mitglieder des Internationalen Olympischen Komitees (IOC) am 5. Juli 2007 im Rahmen ihrer 119. Session zur Einführung der Olympischen Jugendspiele, einer Jugendversion der Olympischen Spiele, kandidierten zunächst elf Städte für die Ausrichtung der Veranstaltung. Die Bewerberliste wurde später auf zwei Kandidaturen gekürzt. Am 21. Februar 2008 setzte sich die Bewerbung Singapurs mit 53:44 Stimmen gegen die der russischen Hauptstadt Moskau durch.

## Organisation
Das Budget der I. Olympischen Jugend-Sommerspiele betrug rund 222 Millionen Euro und übertraf damit die ursprünglich veranschlagten Kosten um das Dreifache. Mit mehr als 100 Millionen Euro unterstützte das IOC die Veranstaltung. Die Wettbewerbe wurden an 18 verschiedenen Sportstätten ausgetragen, von denen zwölf bereits vorher existierten und fünf nur temporär für die Austragung der Spiele errichtet wurden. Die Eröffnungs- und Schlussfeier fanden auf The Float@Marina Bay, der weltweit größten schwimmenden Bühne statt, die bereits 2007 in der Marina Bay von Singapur errichtet wurde.
Die Unterkünfte der Athleten und ihrer Betreuer wurde auf dem Gelände der Technischen Universität Nanyang errichtet. Das Programm der Olympischen Jugendspiele sah vor, dass alle Teilnehmer während der gesamten Spiele in Singapur verweilen. Es sollte ihnen so ermöglicht werden, in Kontakt zu den anderen Jugendlichen zu treten und an kulturellen und pädagogischen Programmen teilzunehmen.

## Teilnehmende Nationen
3522 Jugendliche aus allen 205 Ländern mit Nationalen Olympischen Komitees waren bei den Spielen in Singapur vertreten. Dies war ein Teilnehmerland mehr als bei den Olympischen Sommerspielen in Peking 2008. Zwar wurde das NOK Kuwaits nach dem Versuch der politischen Einflussnahme durch die Regierung des Landes von der Veranstaltung ausgeschlossen, die kuwaitischen Athleten durften aber unter der olympischen Flagge antreten.
Die deutschsprachigen Länder waren bei den Spielen wie folgt vertreten:
- Deutschland: 70 Teilnehmer in 20 Sportarten
- Österreich: 16 Teilnehmer in 12 Sportarten
- Schweiz: 22 Teilnehmer in 10 Sportarten
- Luxemburg: 5 Teilnehmer in 2 Sportarten
- Liechtenstein: 3 Teilnehmer in 2 Sportarten.

| Afrika (498) | Afrika (498) | Afrika (498) |
| --- | --- | --- |
| - Ägypten (74) - Algerien (21) - Angola (21) - Äquatorialguinea (21) - Äthiopien (7) - Benin (4) - Botswana (5) - Burkina Faso (3) - Burundi (4) - Demokratische Republik Kongo (16) - Dschibuti (4) - Elfenbeinküste (6) - Eritrea (7) - Gabun (2) - Gambia (4) - Ghana (20) - Guinea (3) - Guinea-Bissau (4) | - Kamerun (6) - Kap Verde (2) - Kenia (10) - Komoren (4) - Lesotho (4) - Liberia (5) - Libyen (7) - Madagaskar (6) - Malawi (3) - Mali (7) - Marokko (7) - Mauretanien (4) - Mauritius (9) - Mosambik (3) - Namibia (6) - Niger (2) - Nigeria (13) - Republik Kongo (4) | - Ruanda (4) - Sambia (4) - São Tomé und Príncipe (4) - Senegal (6) - Seychellen (4) - Sierra Leone (3) - Simbabwe (27) - Somalia (2) - Sudan (8) - Südafrika (62) - Swasiland (3) - Tansania (4) - Togo (4) - Tschad (2) - Tunesien (24) - Uganda (6) - Zentralafrikanische Republik (5) |
| Amerika (728) | | |
| - Amerikanische Jungferninseln (8) - Antigua und Barbuda (3) - Argentinien (59) - Aruba (4) - Bahamas (11) - Barbados (9) - Belize (3) - Bermuda (4) - Bolivien (25) - Brasilien (81) - Britische Jungferninseln (3) - Cayman Islands (3) - Chile (50) - Costa Rica (5) - Dominica (3)                         | - Dominikanische Republik (7) - Ecuador (14) - El Salvador (4) - Grenada (6) - Guatemala (12) - Guyana (4) - Haiti (22) - Honduras (4) - Jamaika (15) - Kanada (60) - Kolumbien (25) - Kuba (41) - Mexiko (42) - Nicaragua (3)                                          | - Niederländische Antillen (5) - Panama (7) - Paraguay (5) - Peru (26) - Puerto Rico (15) - St. Kitts und Nevis (2) - St. Lucia (5) - St. Vincent und die Grenadinen (3) - Suriname (5) - Trinidad und Tobago (26) - Uruguay (4) - Venezuela (21) - Vereinigte Staaten (82)               |
| Asien (787) | | |
| - Afghanistan (2) - Bahrain (6) - Bangladesch (6) - Bhutan (1) - Brunei (3) - China (68) - Chinesisch Taipeh (24) - Hongkong (14) - Indien (32) - Indonesien (14) - Irak (5) - Iran (52) - Japan (71) - Jemen (5) - Jordanien (6) - Kambodscha (3)                                                             | - Kasachstan (47) - Katar (6) - Kirgisistan (8) - Kuwait (3) - Laos (3) - Libanon (5) - Malaysia (13) - Malediven (4) - Mongolei (11) - Myanmar (4) - Nepal (4) - Nordkorea (11) - Oman (2) - Osttimor (3) - Pakistan (19)                                              | - Palästina (4) - Papua-Neuguinea (22) - Philippinen (9) - Saudi-Arabien (9) - Singapur (130) - Sri Lanka (7) - Südkorea (72) - Syrien (4) - Tadschikistan (6) - Thailand (35) - Turkmenistan (5) - Usbekistan (21) - Vereinigte Arabische Emirate (4) - Vietnam (13)                     |
| Europa (1.255) | | |
| - Albanien (4) - Andorra (4) - Armenien (14) - Aserbaidschan (12) - Belarus (49) - Belgien (51) - Bosnien und Herzegowina (5) - Bulgarien (21) - Dänemark (30) - Deutschland (70) - Estland (8) - Finnland (19) - Frankreich (60) - Georgien (5) - Griechenland (28) - Großbritannien (39) - Irland (25)       | - Island (6) - Israel (15) - Italien (62) - Kroatien (25) - Lettland (11) - Liechtenstein (3) - Litauen (24) - Luxemburg (5) - Malta (4) - Mazedonien (6) - Moldau (11) - Monaco (4) - Montenegro (22) - Niederlande (36) - Norwegen (5) - Österreich (16)              | - Polen (43) - Portugal (19) - Rumänien (30) - Russland (96) - San Marino (4) - Schweden (15) - Schweiz (22) - Serbien (32) - Slowakei (17) - Slowenien (24) - Spanien (46) - Tschechien (38) - Türkei (55) - Ukraine (55) - Ungarn (51) - Zypern (9)                                     |
| Ozeanien (236) | | |
| - Amerikanisch-Samoa (4) - Australien (100) - Cookinseln (18) - Fidschi (5) - Guam (3) - Kiribati (4) | - Marshallinseln (4) - Föderierte Staaten von Mikronesien (4) - Nauru (4) - Neuseeland (54) - Palau (4) | - Salomonen (3) - Samoa (3) - Tonga (2) - Tuvalu (2) - Vanuatu (22) |
| Sonstige Mannschaften | | |
| - Gemischte Mannschaft | | |
| (In Klammern: Zahl der teilnehmenden Athleten) | | |

## Sportarten und Zeitplan
Legende zum nachfolgend dargestellten Wettkampfprogramm:
|  | Eröffnungs- und Abschluss-Zeremonie |  | Qualifikationswettkämpfe | x | Finalentscheidungen |

Letzte Spalte: Gesamtanzahl der Entscheidungen in den einzelnen Sportarten
| Zeitplan der Olympischen Jugend-Sommerspiele 2010 (mit Anzahl der Entscheidungen) | Zeitplan der Olympischen Jugend-Sommerspiele 2010 (mit Anzahl der Entscheidungen) | Zeitplan der Olympischen Jugend-Sommerspiele 2010 (mit Anzahl der Entscheidungen) | Zeitplan der Olympischen Jugend-Sommerspiele 2010 (mit Anzahl der Entscheidungen) | Zeitplan der Olympischen Jugend-Sommerspiele 2010 (mit Anzahl der Entscheidungen) | Zeitplan der Olympischen Jugend-Sommerspiele 2010 (mit Anzahl der Entscheidungen) | Zeitplan der Olympischen Jugend-Sommerspiele 2010 (mit Anzahl der Entscheidungen) | Zeitplan der Olympischen Jugend-Sommerspiele 2010 (mit Anzahl der Entscheidungen) | Zeitplan der Olympischen Jugend-Sommerspiele 2010 (mit Anzahl der Entscheidungen) | Zeitplan der Olympischen Jugend-Sommerspiele 2010 (mit Anzahl der Entscheidungen) | Zeitplan der Olympischen Jugend-Sommerspiele 2010 (mit Anzahl der Entscheidungen) | Zeitplan der Olympischen Jugend-Sommerspiele 2010 (mit Anzahl der Entscheidungen) | Zeitplan der Olympischen Jugend-Sommerspiele 2010 (mit Anzahl der Entscheidungen) | Zeitplan der Olympischen Jugend-Sommerspiele 2010 (mit Anzahl der Entscheidungen) | Zeitplan der Olympischen Jugend-Sommerspiele 2010 (mit Anzahl der Entscheidungen) | Zeitplan der Olympischen Jugend-Sommerspiele 2010 (mit Anzahl der Entscheidungen) | Zeitplan der Olympischen Jugend-Sommerspiele 2010 (mit Anzahl der Entscheidungen) | Zeitplan der Olympischen Jugend-Sommerspiele 2010 (mit Anzahl der Entscheidungen) |
|                                                                                   |                                                                                   | Do                                                                                | Fr                                                                                | Sa                                                                                | So                                                                                | Mo                                                                                | Di                                                                                | Mi                                                                                | Do                                                                                | Fr                                                                                | Sa                                                                                | So                                                                                | Mo                                                                                | Di                                                                                | Mi                                                                                | Do                                                                                | Gesamt                                                                            |
| August                                                                            | August                                                                            | 12.                                                                               | 13.                                                                               | 14.                                                                               | 15.                                                                               | 16.                                                                               | 17.                                                                               | 18.                                                                               | 19.                                                                               | 20.                                                                               | 21.                                                                               | 22.                                                                               | 23.                                                                               | 24.                                                                               | 25.                                                                               | 26.                                                                               |                                                                                   |
| --------------------------------------------------------------------------------- | --------------------------------------------------------------------------------- | --------------------------------------------------------------------------------- | --------------------------------------------------------------------------------- | --------------------------------------------------------------------------------- | --------------------------------------------------------------------------------- | --------------------------------------------------------------------------------- | --------------------------------------------------------------------------------- | --------------------------------------------------------------------------------- | --------------------------------------------------------------------------------- | --------------------------------------------------------------------------------- | --------------------------------------------------------------------------------- | --------------------------------------------------------------------------------- | --------------------------------------------------------------------------------- | --------------------------------------------------------------------------------- | --------------------------------------------------------------------------------- | --------------------------------------------------------------------------------- | --------------------------------------------------------------------------------- |
| Eröffnungsfeier                                                                   |                                                                                   |                                                                                   |                                                                                   |                                                                                   |                                                                                   |                                                                                   |                                                                                   |                                                                                   |                                                                                   |                                                                                   |                                                                                   |                                                                                   |                                                                                   |                                                                                   |                                                                                   |                                                                                   |                                                                                   |
| Badminton                                                                         | Badminton                                                                         |                                                                                   |                                                                                   |                                                                                   |                                                                                   |                                                                                   |                                                                                   |                                                                                   | 2                                                                                 |                                                                                   |                                                                                   |                                                                                   |                                                                                   |                                                                                   |                                                                                   |                                                                                   | 2                                                                                 |
| 3×3-Basketball                                                                    | 3×3-Basketball                                                                    |                                                                                   |                                                                                   |                                                                                   |                                                                                   |                                                                                   |                                                                                   |                                                                                   |                                                                                   |                                                                                   |                                                                                   |                                                                                   | 2                                                                                 |                                                                                   |                                                                                   |                                                                                   | 2                                                                                 |
| Bogenschießen                                                                     | Bogenschießen                                                                     |                                                                                   |                                                                                   |                                                                                   |                                                                                   |                                                                                   |                                                                                   |                                                                                   | 1                                                                                 | 1                                                                                 | 1                                                                                 |                                                                                   |                                                                                   |                                                                                   |                                                                                   |                                                                                   | 3                                                                                 |
| Boxen                                                                             | Boxen                                                                             |                                                                                   |                                                                                   |                                                                                   |                                                                                   |                                                                                   |                                                                                   |                                                                                   |                                                                                   |                                                                                   |                                                                                   |                                                                                   |                                                                                   |                                                                                   | 11                                                                                |                                                                                   | 11                                                                                |
| Fechten                                                                           | Fechten                                                                           |                                                                                   |                                                                                   |                                                                                   | 2                                                                                 | 2                                                                                 | 2                                                                                 | 1                                                                                 |                                                                                   |                                                                                   |                                                                                   |                                                                                   |                                                                                   |                                                                                   |                                                                                   |                                                                                   | 7                                                                                 |
| Fußball                                                                           | Fußball                                                                           |                                                                                   |                                                                                   |                                                                                   |                                                                                   |                                                                                   |                                                                                   |                                                                                   |                                                                                   |                                                                                   |                                                                                   |                                                                                   |                                                                                   | 1                                                                                 | 1                                                                                 |                                                                                   | 2                                                                                 |
| Gewichtheben                                                                      | Gewichtheben                                                                      |                                                                                   |                                                                                   |                                                                                   | 2                                                                                 | 2                                                                                 | 3                                                                                 | 3                                                                                 | 1                                                                                 |                                                                                   |                                                                                   |                                                                                   |                                                                                   |                                                                                   |                                                                                   |                                                                                   | 11                                                                                |
| Handball                                                                          | Handball                                                                          |                                                                                   |                                                                                   |                                                                                   |                                                                                   |                                                                                   |                                                                                   |                                                                                   |                                                                                   |                                                                                   |                                                                                   |                                                                                   |                                                                                   |                                                                                   | 2                                                                                 |                                                                                   | 2                                                                                 |
| Hockey                                                                            | Hockey                                                                            |                                                                                   |                                                                                   |                                                                                   |                                                                                   |                                                                                   |                                                                                   |                                                                                   |                                                                                   |                                                                                   |                                                                                   |                                                                                   |                                                                                   | 1                                                                                 | 1                                                                                 |                                                                                   | 2                                                                                 |
| Judo                                                                              | Judo                                                                              |                                                                                   |                                                                                   |                                                                                   |                                                                                   |                                                                                   |                                                                                   |                                                                                   |                                                                                   |                                                                                   | 3                                                                                 | 3                                                                                 | 2                                                                                 |                                                                                   | 1                                                                                 |                                                                                   | 9                                                                                 |
| Kanusport                                                                         | Kanurennsport                                                                     |                                                                                   |                                                                                   |                                                                                   |                                                                                   |                                                                                   |                                                                                   |                                                                                   |                                                                                   |                                                                                   |                                                                                   | 3                                                                                 |                                                                                   |                                                                                   |                                                                                   |                                                                                   | 3                                                                                 |
| Kanusport                                                                         | Kanuslalom                                                                        |                                                                                   |                                                                                   |                                                                                   |                                                                                   |                                                                                   |                                                                                   |                                                                                   |                                                                                   |                                                                                   |                                                                                   |                                                                                   |                                                                                   |                                                                                   | 3                                                                                 |                                                                                   | 3                                                                                 |
| Leichtathletik                                                                    | Leichtathletik                                                                    |                                                                                   |                                                                                   |                                                                                   |                                                                                   |                                                                                   |                                                                                   |                                                                                   |                                                                                   |                                                                                   | 12                                                                                | 12                                                                                | 12                                                                                |                                                                                   |                                                                                   |                                                                                   | 36                                                                                |
| Moderner Fünfkampf                                                                | Moderner Fünfkampf                                                                |                                                                                   |                                                                                   |                                                                                   |                                                                                   |                                                                                   |                                                                                   |                                                                                   |                                                                                   |                                                                                   | 1                                                                                 | 1                                                                                 |                                                                                   | 1                                                                                 |                                                                                   |                                                                                   | 3                                                                                 |
| Radsport                                                                          | Radsport                                                                          |                                                                                   |                                                                                   |                                                                                   |                                                                                   |                                                                                   |                                                                                   |                                                                                   |                                                                                   |                                                                                   |                                                                                   | 1                                                                                 |                                                                                   |                                                                                   |                                                                                   |                                                                                   | 1                                                                                 |
| Reiten                                                                            | Reiten                                                                            |                                                                                   |                                                                                   |                                                                                   |                                                                                   |                                                                                   |                                                                                   |                                                                                   |                                                                                   | 1                                                                                 |                                                                                   |                                                                                   |                                                                                   | 1                                                                                 |                                                                                   |                                                                                   | 2                                                                                 |
| Ringen                                                                            | Freistil                                                                          |                                                                                   |                                                                                   |                                                                                   |                                                                                   | 4                                                                                 | 5                                                                                 |                                                                                   |                                                                                   |                                                                                   |                                                                                   |                                                                                   |                                                                                   |                                                                                   |                                                                                   |                                                                                   | 9                                                                                 |
| Ringen                                                                            | Griech.-Röm.                                                                      |                                                                                   |                                                                                   |                                                                                   | 5                                                                                 |                                                                                   |                                                                                   |                                                                                   |                                                                                   |                                                                                   |                                                                                   |                                                                                   |                                                                                   |                                                                                   |                                                                                   |                                                                                   | 5                                                                                 |
| Rudern                                                                            | Rudern                                                                            |                                                                                   |                                                                                   |                                                                                   |                                                                                   |                                                                                   |                                                                                   | 4                                                                                 |                                                                                   |                                                                                   |                                                                                   |                                                                                   |                                                                                   |                                                                                   |                                                                                   |                                                                                   | 4                                                                                 |
| Schießen                                                                          | Schießen                                                                          |                                                                                   |                                                                                   |                                                                                   |                                                                                   |                                                                                   |                                                                                   |                                                                                   |                                                                                   |                                                                                   |                                                                                   | 1                                                                                 | 1                                                                                 | 1                                                                                 | 1                                                                                 |                                                                                   | 4                                                                                 |
| Schwimmsport                                                                      | Schwimmen                                                                         |                                                                                   |                                                                                   |                                                                                   | 3                                                                                 | 8                                                                                 | 4                                                                                 | 7                                                                                 | 3                                                                                 | 9                                                                                 |                                                                                   |                                                                                   |                                                                                   |                                                                                   |                                                                                   |                                                                                   | 34                                                                                |
| Schwimmsport                                                                      | Wasserspringen                                                                    |                                                                                   |                                                                                   |                                                                                   |                                                                                   |                                                                                   |                                                                                   |                                                                                   |                                                                                   |                                                                                   | 1                                                                                 | 1                                                                                 | 1                                                                                 | 1                                                                                 |                                                                                   |                                                                                   | 4                                                                                 |
| Segeln                                                                            | Segeln                                                                            |                                                                                   |                                                                                   |                                                                                   |                                                                                   |                                                                                   |                                                                                   |                                                                                   |                                                                                   |                                                                                   |                                                                                   |                                                                                   |                                                                                   |                                                                                   | 4                                                                                 |                                                                                   | 4                                                                                 |
| Taekwondo                                                                         | Taekwondo                                                                         |                                                                                   |                                                                                   |                                                                                   | 2                                                                                 | 2                                                                                 | 2                                                                                 | 2                                                                                 | 2                                                                                 |                                                                                   |                                                                                   |                                                                                   |                                                                                   |                                                                                   |                                                                                   |                                                                                   | 10                                                                                |
| Tennis                                                                            | Tennis                                                                            |                                                                                   |                                                                                   |                                                                                   |                                                                                   |                                                                                   |                                                                                   |                                                                                   |                                                                                   | 2                                                                                 | 2                                                                                 |                                                                                   |                                                                                   |                                                                                   |                                                                                   |                                                                                   | 4                                                                                 |
| Tischtennis                                                                       | Tischtennis                                                                       |                                                                                   |                                                                                   |                                                                                   |                                                                                   |                                                                                   |                                                                                   |                                                                                   |                                                                                   |                                                                                   |                                                                                   |                                                                                   | 2                                                                                 |                                                                                   |                                                                                   | 1                                                                                 | 3                                                                                 |
| Triathlon                                                                         | Triathlon                                                                         |                                                                                   |                                                                                   |                                                                                   | 1                                                                                 | 1                                                                                 |                                                                                   |                                                                                   | 1                                                                                 |                                                                                   |                                                                                   |                                                                                   |                                                                                   |                                                                                   |                                                                                   |                                                                                   | 3                                                                                 |
| Turnsport                                                                         | Gerätturnen                                                                       |                                                                                   |                                                                                   |                                                                                   |                                                                                   |                                                                                   |                                                                                   | 1                                                                                 | 1                                                                                 |                                                                                   | 5                                                                                 | 5                                                                                 |                                                                                   |                                                                                   |                                                                                   |                                                                                   | 12                                                                                |
| Turnsport                                                                         | Rhythmische Sportgymnastik                                                        |                                                                                   |                                                                                   |                                                                                   |                                                                                   |                                                                                   |                                                                                   |                                                                                   |                                                                                   |                                                                                   |                                                                                   |                                                                                   |                                                                                   |                                                                                   | 2                                                                                 |                                                                                   | 2                                                                                 |
| Turnsport                                                                         | Trampolinturnen                                                                   |                                                                                   |                                                                                   |                                                                                   |                                                                                   |                                                                                   |                                                                                   |                                                                                   |                                                                                   | 2                                                                                 |                                                                                   |                                                                                   |                                                                                   |                                                                                   |                                                                                   |                                                                                   | 2                                                                                 |
| Volleyball                                                                        | Volleyball                                                                        |                                                                                   |                                                                                   |                                                                                   |                                                                                   |                                                                                   |                                                                                   |                                                                                   |                                                                                   |                                                                                   |                                                                                   |                                                                                   |                                                                                   |                                                                                   |                                                                                   | 2                                                                                 | 2                                                                                 |
| Schlussfeier                                                                      |                                                                                   |                                                                                   |                                                                                   |                                                                                   |                                                                                   |                                                                                   |                                                                                   |                                                                                   |                                                                                   |                                                                                   |                                                                                   |                                                                                   |                                                                                   |                                                                                   |                                                                                   |                                                                                   |                                                                                   |
| Medaillenentscheidungen                                                           | Medaillenentscheidungen                                                           |                                                                                   |                                                                                   |                                                                                   | 15                                                                                | 19                                                                                | 16                                                                                | 18                                                                                | 11                                                                                | 15                                                                                | 25                                                                                | 27                                                                                | 20                                                                                | 6                                                                                 | 26                                                                                | 3                                                                                 | 201                                                                               |
|                                                                                   |                                                                                   | Do                                                                                | Fr                                                                                | Sa                                                                                | So                                                                                | Mo                                                                                | Di                                                                                | Mi                                                                                | Do                                                                                | Fr                                                                                | Sa                                                                                | So                                                                                | Mo                                                                                | Di                                                                                | Mi                                                                                | Do                                                                                | Gesamt                                                                            |
| August                                                                            | August                                                                            | 12.                                                                               | 13.                                                                               | 14.                                                                               | 15.                                                                               | 16.                                                                               | 17.                                                                               | 18.                                                                               | 19.                                                                               | 20.                                                                               | 21.                                                                               | 22.                                                                               | 23.                                                                               | 24.                                                                               | 25.                                                                               | 26.                                                                               |                                                                                   |

## Maskottchen
Die offiziellen Maskottchen der Jugendspiele waren Lyo und Merly. Lyo war ein männlicher Löwe, Merly ein weibliches Merlion. Der Entwurf der Maskottchen stammte von den Designern Lee Wee Na und Stanley Toh, die Namen wurden durch einen öffentlichen Wettbewerb ermittelt.

## Doping
Während der Spiele gab es zwei Dopingfälle, beide im Ringen.

## Berichterstattung
Die Premiere der Olympischen Jugendspiele hatte ein großes Medieninteresse ausgelöst. Rund 1500 Journalisten wurden akkreditiert, Fernsehanstalten aus 166 Ländern hatten von den Wettkämpfen berichtet. Das IOC setzte 29 Nachwuchsjournalisten als Youth Reporter ein, die ihre Sichtweise von den Spielen vermitteln sollten. Das Internet wurde vom IOC ebenfalls in die Berichterstattung eingebunden, neben einer eigenen Facebook-Seite wurde ein YouTube-Kanal mit aktuellen Videos eingerichtet.

## „Eklat“ von Seiten Irans
Am 16. August 2010 sollte das Finale des Taekwondo bis 48 Kilogramm ausgetragen werden, für das sich ein israelischer und ein iranischer Teilnehmer qualifiziert hatten. Vor dem Finale teilte jedoch das iranische Betreuerteam mit, dass sich Mohammad Soleimani so schwer am Bein verletzt habe, dass für ihn eine Finalteilnahme unmöglich sei. Beobachter gingen davon aus, dass die iranische Mannschaft ihren Athleten nicht gegen einen Israeli haben kämpfen lassen, da die Islamische Republik Iran Israel nicht als souveränen Staat ansieht und es eine Schande für den Iraner gewesen wäre, bei der Preisverleihung unter einer israelischen Flagge stehen zu müssen.
Der israelische Athlet gewann das Finale daraufhin kampflos. Am nächsten Tag äußerte sich das IOC dazu: „Nach jetzigem Kenntnisstand gehen wir davon aus, dass er verletzt war.“ (IOC-Vizepräsident Thomas Bach), „Soleimani ist geröntgt worden und hat eine Knöchelverletzung. Das Bein ist nicht gebrochen“ (IOC-Sprecher Mark Adams). Damit wäre es kein Eklat, von dem viele Nachrichtenagenturen und Medien vorschnell sprachen. Allerdings wäre es auch nicht der erste Fall gewesen, dass Sportler aus Iran nicht gegen israelische Sportler antreten.